# Quatermass (sèrie de televisió)
Quatermass (també coneguda com Quatermass IV, o The Quatermass Conclusion pel seu llançament internacional previst) és una la sèrie de televisió britànica del 1979 de ciència-ficció televisiva. Produïda per Euston Films per a Thames Television, es va emetre a la cadena ITV l'octubre i novembre de 1979. Com les seves tres predecessores, Quatermass va ser escrita per Nigel Kneale. És la quarta i última sèrie de televisió que inclou el personatge del professor Bernard Quatermass. En aquesta història, el personatge és interpretat per John Mills.
Influenciat per la situació social i geopolítica de principis dels anys setanta i el moviment juvenil hippie de finals dels anys seixanta, Quatermass s'ambienta en un futur proper en què un gran nombre de joves d’uneixen a un culte conegut com la Gent del Planeta que es reuneix en llocs prehistòrics, creient que seran transportats a una vida millor en un altre planeta. La sèrie comença amb el professor Quatermass arribant a Londres per buscar la seva néta, Hettie Carlson, i presenciar la destrucció de dues naus espacials i la desaparició d'un grup de persones del planeta en un cercle de pedres per una força desconeguda. Ell investiga aquesta força, creient que Hettie pot estar en perill. A mesura que avança la sèrie, es fa evident que la gent del planeta està sent collida per una força alienígena en lloc de ser transportada.
Quatermass es va concebre originalment com una producció de la BBC, però després que la corporació va perdre la fe en el projecte a causa dels costos en espiral, el treball es va aturar. Els guions van ser realitzats per Euston Films i Kneale, que aleshores treballava per a ITV, va rebre l'encàrrec de reescriure els guions en dues versions: una sèrie de televisió de quatre parts i The Quatermass Conclusion, una pel·lícula de 100 minuts, destinada a l’estrena en cinema internacional.
El professor Bernard Quatermass va ser creat per l'escriptor manx Nigel Kneale el 1953 per a la sèrie The Quatermass Experiment. El seu èxit va donar lloc a dues seqüeles, Quatermass II (1955) i Quatermass and the Pit (1958). Aquestes tres sèries Quatermass es consideren avui com a produccions televisives fonamentals dels anys 50. Kneale, però, es va desencantar amb la BBC i es va convertir en freelance a finals de la dècada de 1950, produint guions per a Hammer Films i Associated Television.
La idea de tornar al professor Quatermass per a una quarta aventura es remunta almenys a l'any 1965, quan la productora Irene Shubik va demanar a Kneale que contribuís amb una nova història "Quatermass" per a la primera temporada de la sèrie de televisió d'antologia de ciència-ficció, Out of the Unknown. No va arribar res. d'això, però la perspectiva de Quatermass va tornar a aparèixer quan, després de l'èxit de la versió cinematogràfica de Quatermass and the Pit el 1967, Hammer va anunciar que estava en discussions amb Kneale per a una nova aventura Quatermass. De nou, això no va avançar més enllà de l'inicial fase de negociació. Mentrestant, Kneale havia estat convençut de tornar a la BBC, escrivint obres de teatre com The Year of the Sex Olympics (1968), Wine of India (1970) i The Stone Tape (1972). Després de completar The Stone Tape, Kneale va rebre l'encàrrec el 21 de novembre de 1972 pel cap de sèries de drama de la BBC, Ronnie Marsh, per escriure un nova sèrie Quatermass de quatre parts.
Kneale va començar a escriure els guions, treballant fins a una data límit de lliurament el febrer de 1973. Gran part de l'escenari de la història va estar influenciat per l'ambient contemporani. esdeveniments polítics com ara vagues, talls elèctrics, la crisi del petroli i desenvolupaments de la cursa espacial, especialment les missions planificades Apollo-Soiuz i Skylab. Escrivint a la guia de programes TV Times per promocionar la sèrie, Kneale va dir: "Quatermass és una història del futur, però potser només d'aquí uns anys. Ja hi ha algunes pistes als llocs més evidents: els carrers. Les voreres plenes d'escombraries. Les parets pintades amb grafitis enfadats. Belfast negre de fum i ràbia. El pitjor de tot, la violència sense sentit." Preocupacions sobre l'estat de la societat, especialment la cultura de "passotisme" del moviment juvenil havia estat un tema de l'escriptura de Kneale durant algun temps. Això es va veure en obres com The Big, Big Giggle, una obra no feta sobre un culte al suïcidi adolescent; The Year of the Sex Olympics, sobre les conseqüències d'un món sense censura ni inhibicions; i Bam! Pow! Zap! (1969), sobre delinqüents adolescents, tots els quals van alimentar el món representat a la nova sèrie Quatermass. Kneale va dir: "Vaig mirar els aspectes alarmants de les tendències contemporànies. Des d'aleshores, hem vist 'flower power' i hippies, així que tot el que vaig fer va ser introduir-los a la història. Va ser escrit l'any 1972 i realment es tractava dels anys seixanta". Un altre tema que s'havia introduït a l'escriptura de Kneale. en aquest moment, com es veu a Wine of India, sobre l'eutanàsia obligatòria per a la gent gran, i més tard l'episodi de Beasts "During Barty's Party", sobre una parella d'ancians terroritzats per les rates, van ser les conseqüències de l'envelliment. Kneale va recordar més tard: "El tema al qual estava intentant arribar era que els vells recuperaven l'equilibri amb els joves, salvant els joves, que em va semblar una idea agradable, paradoxal, irònica després de la joventut orientada als anys 60."
El productor de Dixon of Dock Green va assignar la producció de la sèrie Joe Waters. El rodatge preliminar de Quatermass va començar el juny de 1973 a Ealing Studios on el dissenyador d'efectes especials Jack Wilkie i el seu assistent, Ian Scoones, van rodar imatges del model de la primera part de la sèrie, d'una estació espacial amb astronautes treballant al seu casc. En aquest moment, la BBC va refredar el projecte; s'havia preocupat pel cost de muntar la producció i se li va negar el permís per filmar a Stonehenge, un dels llocs on Kneale havia previst que la Gent del Planeta es reuniria per ser collida per la força alienígena. Kneale va recordar que Stonehenge "s'havia convertit en un gran negoci i el lloc era com una fàbrica amb turistes allà des de l'alba fins al capvespre... no anaven a deixar que ningú s'hi acostés." Kneale també va sentir que la BBC no estava satisfeta amb el guió creient que "no s'adaptava a la seva imatge en aquell moment; era massa ombrívol". Al final, durant l'estiu de 1973 es va decidir que per raons financeres la BBC no procediria a la producció. No obstant això, la BBC encara tenia una opció sobre el guió fins al 1975, i la va mantenir fins que va expirar.
En aquesta etapa, Kneale treballava principalment a ITV, després d'haver escrit l'obra Murrain (projectada a la sèrie d'antologia Against The Crowd, 1975) i la sèrie d'antologia  'Beasts (1976) per a ATV. El maig de 1977, Euston Films, una subsidiària de Thames Television, més coneguda per The Sweeney  (1975–1978)—va anunciar que havia recollit els guions Quatermass no fets de Kneale. Aquesta nova producció, coneguda com a Quatermass o Quatermass IV, consistiria en una sèrie de quatre parts que s'emetria per ITV que seria retallada com una pel·lícula de 100 minuts, titulada The Quatermass Conclusion, per a l'estrena a Amèrica del Nord i Europa. Kneale dubtava d'haver d'elaborar tant una versió en sèrie de televisió com una versió cinematogràfica del seu conte, sentint que “al final vam tenir dues versions, cap de les quals era la durada adequada per a la història". Durant les reescriptures, Kneale va trasplantar l'acció al final de la tercera part de Stonehenge. a l'Wembley Stadium més fàcilment disponible. Quan se li va preguntar sobre quines diferències hi havia entre la versió d'Euston Films i la versió inicialment prevista per a la BBC, Kneale va comentar que "la versió de la BBC hauria estat molt més a l'estudi, mentre que la versió d'Euston Films es va rodar completament en 35 mm amb una gran quantitat a l'exterior. Molt més luxós del que la BBC o jo havíem contemplat."
El rodatge va tenir lloc entre el 26 d'agost de 1978 i el 23 de desembre de 1978 a ubicacions al voltant de Middlesex i Hertfordshire, així com Londres, inclòs l'estadi de Wembley. El cost va ser de £1.25 milions de lliures, cosa que la converteix en una de les empreses més cares que Euston havia intentat en aquell moment. El dissenyador de producció Arnold Chapkis va construir diversos conjunts grans i elaborats, inclosos els per als menhirs megalítics de Ringstone Round, el radiotelescopi i l'observatori dels Kapps i el paisatge urbà en decadència de Londres; Kneale va dir en broma sobre el conjunt de radiotelescopis que "probablement hauria funcionat si l'haguessin apuntat correctament!" El productor associat Norton Knatchbull va assenyalar que la sèrie " va ser la primera imatge del "departament d'art" en la qual s'ha implicat Euston, en el sentit que els grans escenaris s'havien de construir al lloc." Això va fer que l'executiu d'Euston Johnny Goodman fes broma: "El nostre major problema va ser trobar algú que volgués els dos telescopis gegants després d'acabar de filmar. No hi ha molta demanda per a aquestes coses." Un aspecte en el que el pressupost va ser menys que generós va ser amb el model de seqüències fet per Clearwater Films; Johnny Goodman va comentar que el cost era inferior al que el productor de James Bond Cubby Broccoli "gastaria en cigars en una setmana". La postproducció es va completar a mitjans de febrer de 1979. A diferència de l’original de la BBC les sèries Quatermass, que havien utilitzat temes de música de fons, la nova sèrie tenia una banda sonora especialment composta per Marc Wilkinson i Nic Rowley que feia un ús particular de la cançó infantil "Huffity, Puffity, Ringstone Round" ideada per Kneale als seus guions.

## Argument
| « | A l'últim quart del segle xx, el món sencer semblava estar malalt. Les institucions civilitzades, velles o noves, van caure ... com si es reafirmés algun desordre primigeni. I els homes es van preguntar: "Per què hauria de ser així?" | » |

| Núm. | Títol                                 | Direcció      | Guió         | Data d'emissió original | Codi de prod. | Espectadors U.K. (milions) |
| --- | ------------------------------------- | ------------- | ------------ | ----------------------- | ------------- | -------------------------- |
| 1 | «Chapter One: Ringstone Round»        | Piers Haggard | Nigel Kneale | 24 d'octubre de 1979    | FIL-60803     | 12.4m                      |
| Quatermass (John Mills), que ara viu jubilat a Escòcia, viatja a Londres a la recerca de la seva néta, Hettie Carlson (Rebecca Saire), que ha desaparegut. Està commocionat per l'escala del col·lapse urbà que ha afectat la ciutat: la llei i l'ordre s'han trencat i les bandes terroritzen els carrers en decadència plens de brossa. La decadència de la civilització ha estat generalitzada a tot el món. Quatermass, que apareix com a convidat en un programa de televisió que cobreix el projecte "Hands in Space", una missió espacial conjunta entre els Estats Units i Rússia, s'horroritza quan les dues naus són destruïdes per una força desconeguda. L'astrònom Joe Kapp (Simon MacCorkindale), un altre convidat del programa, convida a Quatermass a unir-se a ell a casa seva on ell i dos amics s'han fet càrrec de dos radiotelescopis. Al lloc del radiotelescopi, el col·legues de Kapp informen que van detectar un senyal potent en el moment exacte de l'incident a l'espai. Quatermass està intrigat pel comportament d'un grup de joves semblants als hippies coneguts com la Gent del Planeta, que viatgen a diversos llocs del Neolític (uns 5.000 anys d'antiguitat) des d'on creuen que seran transportats a una vida millor a un altre planeta. Quatermass sospita que Hettie s'hi ha unit. Juntament amb l'esposa de Kapp, Claire (Barbara Kellerman), Quatermass i Kapp segueixen un grup de Gent del Planeta fins a un cercle de pedres de megàlits, Ringstone Round. Tement per la seva seguretat, marxen, just a temps per mirar enrere i veure la Gent del Planeta reunida dins del cercle de sobte banyada per una llum brillant i brillant, després de la qual han desaparegut, deixant només un residu de pols blanca. |                                       |               |              |                         |               |                            |
| 2 | «Chapter Two: Lovely Lightning»       | Piers Haggard | Nigel Kneale | 31 d'octubre de 1979    | FIL-60804     | 10.8m                      |
| El líder de Gent del Planeta, Kickalong (Ralph Arliss), creu que els reunits a Ringstone Round han estat transportat al "planeta", però Quatermass i Kapp tenen clar que s'han reduït a cendres. Troben una supervivent molt cremada: una noia anomenada Isabel (Annabelle Lanyon) que es refereix amb delir a la "llum encantadora" i la tornen a la casa dels Kapps. En contacte amb el científic de la NASA Chuck Marshall (Tony Sibbald), s'assabenten que milers de joves han desaparegut en incidents similars en llocs similars arreu del món. Quatermass, amb l'ajuda de la comissària de districte Annie Morgan (Margaret Tyzack), decideix portar a la Isabel a Londres per fer-se proves. Mentre fan el seu viatge, Quatermass especula sobre si hi ha alguna connexió entre els esdeveniments recents i l'augment dels disturbis socials. Quan arriben a Londres, es veuen atrapats en una batalla entre bandes armades. Quatermass és tret del cotxe però Annie i Isabel aconsegueixen escapar. Mentrestant, un gran nombre de persones del planeta arriben al radiotelescopi, congregant-se al cercle de pedres del seu terreny. Visitant un altre lloc a una distància llunyana, Kapp s'horroritza en veure un altre raig de llum colpejar la zona on hi ha casa seva. En precipitar-se cap a casa, es troba que la seva casa i l'observatori han estat molt danyats i la seva família i amics han desaparegut. |                                       |               |              |                         |               |                            |
| 3 | «Chapter Three: What Lies Beneath»    | Piers Haggard | Nigel Kneale | 7 de novembre de 1979   | FIL-60805     | 10.5m                      |
| Quatermass és rescatat per un grup de persones grans que viuen en un dipòsit de ferralla on li curen les ferides. A l'hospital, els metges queden commocionats quan Isabel surt del llit i explota en un núvol de pols. En altres llocs, el devastat Kapp es queda sol a les ruïnes de la seva cabana i observatori. Cada cop més joves s'uneixen al Gent del Planeta, incloses les bandes que han estat terroritzant les ciutats i els soldats assignats per mantenir-los allunyats dels llocs megalítics. Es restableix el contacte amb Chuck Marshall i amb els russos en forma de Gurov (Brewster Mason). Quatermass teoritza que no és la primera vegada que això passa; els jaciments megalítics com els cercles de pedra prehistòrics són, de fet, marcadors construïts com a senyal que hi va passar alguna cosa terrible i que hi ha algun tipus de balises alienígenes enterrades sota terra en aquests llocs. Quatermass creu que hi ha una esfera d'energia que envolta la Terra que pot enfocar-se als raigs de llum. Els russos i els estaunidencs envien un transbordador espacial, comandat per Marshall, per entrar en contacte amb la força. Quatermass és escèptic; sospita que no es tracta d'una intel·ligència sinó d'una màquina construïda per collir proteïna humana. El transbordador espacial informa d'un feix de llum gegant que s'estén des d'algun lloc de l'espai profund fins a la Terra, just on els han perdut. Un segon raig just després els destrueix. Mentrestant, la Gent del Planeta s'està reunint a l'estadi de Wembley en desenes de milers. L'Annie i Quatermass viatgen a l'estadi, però són impotents per evitar que la Gent del Planeta es reuneixi. Quan són atacats, Annie condueix el seu cotxe a l'aparcament subterrani sota l'estadi on xoca amb el vehicle i mor. El llamp colpeja l'estadi i Quatermass, sota terra, s'ajunta contra la paret per intentar sobreviure.                        |                                       |               |              |                         |               |                            |
| 4 | «Chapter Four: An Endangered Species» | Piers Haggard | Nigel Kneale | 14 de novembre de 1979  | FIL-60806     | 11.2m                      |
| Mostrant signes de la seva recent fuga, Quatermass surt de l'aparcament per trobar l'estadi buit. Es calcula que hi han mort unes 70.000 persones. Ara s'han desintegrat tants que les partícules de pols a l'aire han tornat el cel verd. Kapp intenta reparar el seu equip per contactar amb la presència alienígena, però la Gent del Planeta destrueix els seus esforços. Intenten convèncer-lo perquè s'uneixi a ells, però ell es nega, convençut ara que la seva família ha mort. Quatermass, ajudat per Gurov, que ha viatjat a Londres des de Moscou, reuneix un equip de científics per trobar una solució. Selecciona deliberadament gent gran per a la tasca, ja que són immunes a la crida de la força alienígena. Quatermass decideix fingir la presència d'una reunió d'un milió de joves a l'observatori de Kapp i, quan arribi la força, detonar una arma nuclear de 35 quilotones. És una càrrega concentrada on la major part de la força anirà cap amunt, causant pocs danys a la zona. Quatermass no creu que això sigui suficient per destruir la màquina alienígena, però espera que la commocioni prou per fer-la desaparèixer. Kapp s'ofereix per quedar-se amb Quatermass per ajudar a detonar la bomba. La parella munta el parany i esperen a les fosques. De sobte, Kickalong apareix amb un grup de Gent del Planeta, inclosa la néta de Quatermass, Hettie. Kapp intenta avisar-los, però Kickalong el mata a trets. Apareix la llum, indicant que el raig de força alienígena ha arribat, però el xoc de veure la seva néta entre la Gent del Planeta fa que Quatermass pateix un atac cardíac. Ella també l'ha reconegut i lluita per arribar al botó del detonador. Quatermass és ajudat per Hettie i junts fan detonar la bomba. Més tard, en un món que s'està recuperant de la recent decadència de la civilització, Gurov ens diu: "El missatge s'ha pres. No ha tornat a venir. Preguem que no torni mai més". |                                       |               |              |                         |               |                            |

## Crèdits principals

### Repartiment
L'escollit per interpretar a Quatermass (el quart actor diferent a interpretar el paper en quatre sèries de televisió) va ser l'actor distingit John Mills, que havia aparegut en papers importants en moltes pel·lícules britàniques d'alt perfil, incloses Cap a les estrelles (1945), Grans esperances (1946) i Ice Cold in Alex (1958) i havia guanyat un Oscar al millor actor secundari pel seu paper a La filla de Ryan (1970). Mills, l'únic crèdit en televisió anterior del qual en aquell moment era The Zoo Gang (1974), es va mostrar reticent a prendre el paper, però va ser persuadit per la seva dona, a qui li va agradar el guió. Després de Quatermass va aparèixer a Gandhi (1982), Martin Chuzzlewit' ' (1994) i Hamlet (1996), treballant fins a la seva mort el 2005.
Joe Kapp va ser interpretat per Simon MacCorkindale, que havia aparegut anteriorment a "Baby", un dels episodis de la sèrie "Beasts" de Nigel Kneale. MacCorkindale estava encantat amb el paper de Joe Kapp, trobant que era una ruptura dels papers romàntics d'encasellament que estava acostumat a interpretar. Després de Quatermass, MacCorkindale va aparèixer a The Riddle of the Sands (1979), i posteriorment es va traslladar als Estats Units on, després de fer alguns papers de convidat a la televisió, va aconseguir un paper a Jaws 3 (1983) i el protagonisme de la sèrie de curta durada Manimal (1983). Aleshores va ser una sèrie habitual de Falcon Crest (1984–86), Counterstrike (1990–93) i Poltergeist : El llegat (1999). Després va tornar al Regne Unit, on va interpretar el personatge de Harry Harper a Casualty entre 2002 i 2008. MacCorkindale va morir el 2010.
Barbara Kellerman, que va interpretar a Claire Kapp, abans havia tingut un paper habitual a 1990 (1977–78) i més tard interpretaria la Bruixa Blanca a l'adaptació de la BBC de The Lion, The Witch and The Wardrobe (1988).
Quatermass també va comptar amb moltes cares conegudes de la televisió i el cinema britànics en papers secundaris, com ara Margaret Tyzack, Bruce Purchase, James Ottaway, Brenda Fricker, David Yip, Kevin Stoney, Gretchen Franklin, Brian Croucher i Chris Quinten, així com el cantant (i més tard presentador de televisió) Toyah Willcox.

### Equip
El director Piers Haggard, que era el besnét de l'autor H. Rider Haggard, havia estat dirigint des dels anys 60. Abans de Quatermass, havia dirigit l'aclamada sèrie dramàtica de Dennis Potter Pennies from Heaven (1978). En comentar el guió, Haggard el va descriure com "una reafirmació tremenda de la importància de la gent, la gent normal i la necessitat que són. en la lluita contra el mal". Després de Quatermass, va dirigir El pla diabòlic del Dr. Fu Manxú (1980) i la sèrie de televisió de Disney Channel Return to Treasure Island (1985).
La productora executiva Verity Lambert havia deixat la seva marca com a productora dels dos primers anys de Doctor Who (1963). Des de llavors s'havia fet una carrera impressionant, primer a la BBC amb programes com Adam Adamant Lives! (1966–67) i The Newcomers (1965–69), i després a Thames Television amb produccions com The Naked Civil Servant (telefilm; 1975) i la sèrie Rumpole of the Bailey (1978–92). Va esdevenir directora executiva d'Euston Films el 1979; Quatermass va ser una de les primeres produccions que va supervisar en el paper, en veure'l com un projecte per deixar la seva empremta a la companyia. S'havia enfrontat amb Nigel Kneale el 1965 al programa d'art de la BBC Late Night Line-Up, quan la va atacar per fer que Doctor Who fos massa aterridor per als nens. ref> Malgrat això, tenia una gran estima per Kneale, descrivint-lo com "un escriptor fantàstic... molt imaginatiu... tenint en compte l'impacte que ha tingut la seva obra, crec que està infravalorat". Seguint Quatermass va produir programes com Danger UXB (1979), Minder (1979–85; 1988–94) i  'Widows (1983) per a Euston abans, el 1985, de formar la seva pròpia productora, Cinema Verity, que va supervisar programes com G.B.H. (1991), Eldorado (1992–93) i Jonathan Creek (1997–2004). Va ser guardonada amb l'OBE el 2002. Va morir el 2007.
El productor Ted Childs havia començat la seva carrera amb Euston a Special Branch (1969–74) i havia produït episodis de The Sweeney i la seva pel·lícula spin-offs Sweeney! (1977) i Sweeney 2 (1978). Childs va veure Quatermass com una gran aposta per a Euston, fora d'acord amb la tarifa habitual de l'empresa. Childs va comentar més tard que Verity Lambert "no ho volia entrar i fer la mateixa vella rutina: els jocs d'aventures d'acció que van donar la fama inicial de l'empresa". Va continuar sent un dels principals productors de la televisió britànica, responsable de programes com Chancer (1991), Inspector Morse (1987–2000), Sharpe (1993–2006), Kavanagh QC (1995–2001) i Lewis (2006–2015).
L'editora de guió Linda Agran ha actuat com a productora de sèries com Widows, Agatha Christie's Poirot (1989–2013) i The Vanishing Man (1996).
Després de Quatermass, l'escriptor Nigel Kneale va desenvolupar la sitcom Kinvig (1981) per a London Weekend Television. Durant la dècada de 1980 va ser cortejat pels guions admirant directors i productors de Hollywood com John Carpenter, John Landis i Joe Dante, però amb èxit limitat. Tornant a la televisió, va adaptar la novel·la de Susan Hill The Woman in Black (1989) i va escriure episodis de Sharpe i Kavanagh QC. Va morir el 2006.

## Emissió i recepció crítica
ITV pretenia que Quatermass s'emetés el setembre de 1979 com el vaixell insígnia de la seva temporada de tardor; els cartells publicitaris anunciaven: "Les fosques forces ancestrals de la Terra es desperten a una convocatòria de més enllà de les estrelles. La llegenda torna a ITV - els dimecres a les 21:00 durant tot el setembre". Tanmateix, l'acció industrial va començar a ITV el 3 d'agost de 1979 i es va convertir en un apagament a gran escala a partir del 10 d'agost de 1979, deixant el canal i Quatermass fora de l'aire durant 75 dies. Les transmissions es van restaurar finalment el dimecres 24 d'octubre de 1979, i el primer episodi de Quatermass es va emetre degudament aquella nit a les 21.00. El segon episodi es va promocionar al TV Times amb un article de pàgina sencera de Kneale que presentava la nova sèrie i mirava enrere sobre les sèries originals dels anys 50, així com una peça d'estil de vida amb Barbara Kellerman mudant-se de casa, mentre que l'episodi quatre es va promocionar amb un perfil de pàgina completa de John Mills. Valoracions, amb una mitjana d'11 milions d'espectadors durant les quatre setmanes estaven per sota de les expectatives; la sèrie no es va poder classificar entre els 20 millors programes durant les setmanes que es va emetre.
Quatermass va rebre una resposta crítica generalment poc entusiasta. Sean Day-Lewis va escriure: "Tot i que la direcció de Piers Haggard aconsegueix molta versemblança i la història és sens dubte suficient per generar una certa addicció; no em vaig sentir exactament atrapat; el gènere s'ha mogut d'alguna manera des dels anys 50 i el professor es mou una mica lentament per al 1970". El crític de The Daily Telegraph va trobar el professor Quatermass "massa poc heroic i sense recursos per tenir gaire interès" mentre que The Times va trobar que la sèrie era "un assumpte així així". John Brosnan, escrivint per la revista Starburst, va trobar que la sèrie era "una reacció amarga d'un membre d'una generació més antiga a la generació més jove, el comportament aparentment irracional de la qual els fa semblar que pertanyen a una espècie totalment diferent. Naturalment, en les tradicions de la sf, aquests defectes s'exageren fins a l'enèssim grau. Així, els atracadors i els delinqüents juvenils es converteixen en bandes armades i el moviment hippy, amb el seu èmfasi en el misticisme, es converteix en el Planeta Església. És molt una història d'Edat versus Joventut i, de manera significativa, són les persones grans les que són impermeables a la influència alienígena maligna". El cineasta John Carpenter es fa ressò d’aquest punt de vista i va dir: "Nigel estava molt amargat pel camí del món, tal com es va mostrar, crec, a The Quatermass Conclusion".
Reflexionant sobre la sèrie, Nigel Kneale va dir: "Francament, mai vaig estar content amb tota la idea en primer lloc. La idea central era massa normal". Tot i que Kneale estava satisfet amb els alts valors de producció valors, no estava satisfet amb el càsting, creient que John Mills "no tenia l'autoritat per a Quatermass". De la mateixa manera, Simon MacCorkindale no li va impressionar, i va assenyalar que "El vam tenir a Beasts fent d'idiota i era molt bo en això". ja que la seva inspiració havia estat punks enfadats més que hippies (com ho demostra la seva representació de Kickalong com un boig amb armes que comet múltiples assassinats sense motiu). El productor Ted Childs pensa que "els problemes principals amb això van ser (a) potser era una història massa depriment per a un públic popular de televisió i (b) els apostadors estem acostumats a un nivell bastant alt de presentació tècnica de la televisió nord-americana... I simplement no ens ho podíem permetre". L'opinió de la productora executiva Verity Lambert és que "no tenia la capacitat de permanència dels originals, però això és gairebé inevitable quan intentes recuperar alguna cosa d'una forma lleugerament diferent".

## Altres mitjans
Des del primer moment, Euston pretenia crear dues versions de la història; una sèrie de quatre parts per a la televisió britànica i una pel·lícula de 100 minuts, The Quatermass Conclusion, per a la seva distribució a l'estranger. Mentre escrivia els guions, Kneale va tenir cura de no caure, perquè sabia que això era el més obvi, però d'escriure en material que es pugui eliminar". Hi ha una desviació important entre les dues versions de la trama; a la sèrie de televisió, Quatermass està separat d'Annie Morgan mentre transporten Isabel a un hospital de Londres, després que Quatermass fos arrossegat des del seient del passatger del vehicle en moviment per un membre de la Brigada Blava. Aquesta escena es modifica lleugerament en la versió cinematogràfica de manera que Quatermass aconsegueix romandre a bord del vehicle amb Annie i Isabel, malgrat l'atac de la Brigada Blava, permetent a Quatermass quedar-se amb Annie i Isabel mentre entren a l'hospital. Això va significar que es van rodar dues versions de l'escena hospitalària on mor Isabel, una amb Quatermass present (la versió cinematogràfica) i una altra sense (la versió televisiva), així com una escena anterior a l'hospital única a la versió cinematogràfica on Quatermass parla al telèfon. Com que Quatermass està present a l'hospital en la versió cinematogràfica, va permetre que totes les imatges de la sèrie de televisió que presenten Quatermass amb gent al dipòsit de ferralla, després de la seva separació d'Annie i Isabel, es tallessin de la pel·lícula i, per tant, ajudessin molt a aconseguir The Quatermass Conclusion fins a uns 100 minuts. Hi va haver poc interès entre els distribuïdors de pel·lícules per The Quatermass Conclusion, i només va rebre una estrena limitada a les sales.
La història va ser novel·lada per Nigel Kneale, el seu primer llibre des que es va publicar el 1949 la seva col·lecció de contes, guanyadora del Somerset Maugham Award, Tomato Cain. La novel·lització es va ampliar en els antecedents de molts dels personatges que es veuen a la història i van afegir una relació més profunda i física entre Quatermass i Annie Morgan. Va ser aquesta versió de la història amb la que Kneale estava més satisfet.
The Quatermass Conclusion es va publicar en VHS el 1985, mentre que la sèrie completa de quatre parts Quatermass es va publicar el 1994.  Quatermass, juntament amb The Quatermass Conclusion va ser llançat en DVD regió 2 l'any 2003 per Clearvision en una caixa de tres discos; els extres incloïen una entrevista a Sci-Fi Channel amb Nigel Kneale i notes de producció extenses. Un DVD de Regió 1 del clàssic de la televisió de culte de la ciència-ficció britànica dels anys 70 fou publicat per A&E Home Entertainment, sota llicència de THAMES International, talkbackTHAMES i FremantleMedia Ltd a 2005, també va incloure versions de televisió i cinema, així com un documental de History Channel sobre Stonehenge. En El juliol de 2015, Network Distributing va llançar la sèrie en disc Blu-ray per primera vegada, i simultàniament va llançar la sèrie com a DVD remasteritzat. Tots dos conjunts (Region B/Region 2 respectivament) també contenen la pel·lícula The Quatermass Conclusion, també remasteritzada i presentada en la seva relació d'aspecte teatral original.
El gener de 2015, BBC Radio 2 va emetre una entrevista amb el CEO de Hammer Films, Simon Oaks, que incloïa notícies sobre el desenvolupament d'una nova sèrie Quatermass per a televisió.